# Nihat Ergün

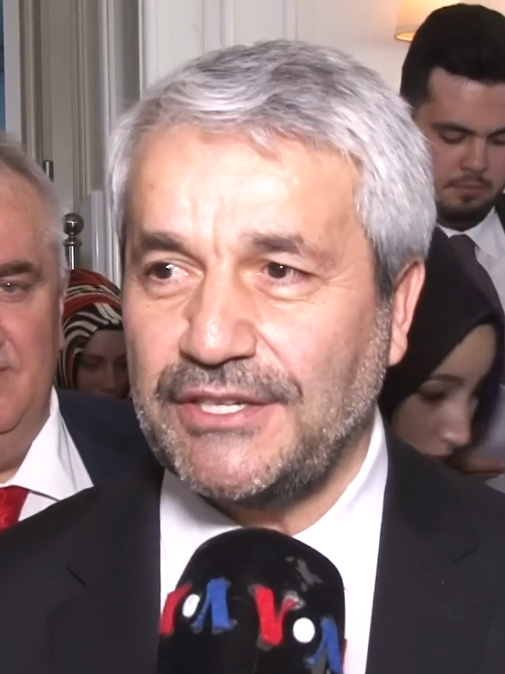
Nihat Ergün, 2020

Nihat Ergün (* 14. September 1962 in İzmit) ist ein türkischer Politiker der Adalet ve Kalkınma Partisi (AKP).

## Leben
Ergün studierte an der Marmara-Universität. Er war vom 1. Mai 2009 bis 25. Dezember 2013 im Kabinett Erdoğan III Industrie-, Technologie- und Wissenschaftsminister. Ergün ist verheiratet und hat vier Kinder.